# Girl with a Pearl Earring
 Girl with a Pearl Earring és una pel·lícula de Peter Webber, dirigida el 2003, adaptada de la novel·la homònima de Tracy Chevalier, que al seu torn es va inspirar en el quadre de Johannes Vermeer.

## Argument
Delft, Holanda, al segle xvii, l'edat d'or de la pintura holandesa. Per ajudar els seus pares en la misèria, la jove i encisadora Griet és contractada com a serventa a casa del pintor Johannes Vermeer. Se n'ocupa de la parella i dels sis fills de l'amo. La família Vermeer té dificultats econòmiques però no vol que se sàpiga. A poc a poc, la mestressa de casa desenvolupa envers Griet una terrible gelosia. I Cornèlia, una de les filles, que detesta Griet, posa a prova la jove. Griet ha de ser doncs discreta i molt obedient. Les coses es compliquen quan el pintor es fixa en ella i descobreix la seva sensibilitat, la seva dolçor i la seva intuïció per la llum i el color. La fa entrar a poc a poc en el seu univers. A mesura que s'assenta la seva intimitat, l'escàndol es propaga per la ciutat.

## Repartiment
- Scarlett Johansson: Griet
- Colin Firth: Johannes Vermeer
- Tom Wilkinson: Pieter van Ruijven
- Cillian Murphy: Pieter
- Judy Parfitt: Maria Thins
- Essie Davis: Catharina
- Joanna Scanlan: Tanneke
- Alakina Mann: Cornelia
- Chris McHallem: el pare de Griet
- Gabrielle Reidy: la mare de Griet
- Geoff Bell: Paul
- Anna Popplewell: Maertge
- Anaïs Nepper: Lisbeth
- Melanie Meyfroid: Aleydis
- John McEnery: Apotecari

## Al voltant de la pel·lícula
Adaptada d'una novel·la del mateix nom de Tracy Chevalier, la pel·lícula lliura la seva pròpia versió sobre l'origen de l'enigmàtica jove dona de la pintura.
Una cura molt particular s'ha tingut amb la fotografia i els decorats, per tal de reconstruir l'ambient present en totes les pintures del mestre.

## Diferències entre la pel·lícula i la novel·la
- La pel·lícula és voluntàriament més el·líptica que la novel·la, més centrada en la relació Griet-Vermeer. Nombrosos esdeveniments relatius a la vida personal de Griet,alguns han estat objecte d'escenes, però aquestes han estat tallades en el muntatge, com l'arribada dels Vermeer, (escena inicial) o les escenes de la pesta, els seus germans i germanes, l'accident del seu pare, el seu matrimoni amb Pieter (es veu just el seu vestit de núvia penjat en un ganxo en l'última escena) així com els seus fills Jan i Frans. La novel·la abasta 10 anys més que no han abordat a la pel·lícula.[3]
- A la novel·la, l'amic de Vermeer, Van Leeuwenhoek (interpretat per David Morrissey, però tallat al muntatge) adverteix Griet de no apropar-se massa al seu amo. És absent a la pel·lícula, i aquesta advertència és pronunciada per Pieter.
- Al llibre, la relació entre Griet i Tanneke és difícil, alternant entre una franca hostilitat i una indiferència fingida, principalment per la gelosia que Tanneke té envers Griet, a causa de la seva proximitat amb l'amo de la casa.
- A la novel·la, Griet es perfora ella mateixa els dues orelles, per ordre de Vermeer, però al film aquest li perfora el lòbul esquerre a la pel·lícula, deixant intacte el dret.

## Banda sonora original
La Banda original ha estat composta per Alexandre Desplat, que entre d'altres ha compost les músiques de The Queen, De battre mon cœur s'est arrêté, His Dark Materials: The Golden Compass, El curiós cas de Benjamin Button i Harry Potter i les reliques de la Mort.
Llista dels títols de la banda sonora original
1. Girl with a Pearl Earring – 2:17
2. Griet's Theme – 4:09
3. New Life – 3:06
4. Master's House – 3:18
5. Camera Obscura – 1:29
6. Birth Feast – 2:46
7. Cornelia – 1:44
8. Vermeer's Studio – 3:08
9. Winter Nights – 2:07
10. Van Ruijven – 3:33
11. Home – 1:14
12. Colours in the Clouds – 3:29
13. Master Is Painting – 2:06
14. By the Canal With Pieter – 1:46
15. Catharina's Pearls – 1:23
16. Colours in the Clouds – 3:27
17. Girl with a Pearl Earring (Reprise) – 2:18
18. Silence and Light – 1:40
19. Griet's Theme (Reprise) – 4:19
20. Griet Remembers – 0:59

## Premis i nominacions

### Premis
- 2003. Millor fotografia al Festival Internacional de cinema de Sant Sebastià per Eduardo Serra[4][5]
- 2005. Millor actriu estrangera als Premis Sant Jordi per Scarlett Johansson (també pel seu paper a Lost in Translation)[6]

### Nominacions
- 2003. Conquilla d'Or a la millor pel·lícula
- 2004. Oscar a la millor fotografia per Eduardo Serra
- 2004. Oscar a la millor direcció artística per Ben van Os i Cecile Heideman
- 2004. Oscar al millor vestuari per Dien van Straalen
- 2004. Globus d'Or a la millor banda sonora original per Alexandre Desplat
- 2004. Globus d'Or a la millor actriu dramàtica per Scarlett Johansson
- 2004. BAFTA a la millor pel·lícula britànica
- 2004. BAFTA a la millor actriu per Scarlett Johansson
- 2004. BAFTA a la millor actriu secundària per Judy Parfitt
- 2004. BAFTA al millor guió adaptat per Olivia Hetreed
- 2004. BAFTA a la millor música per Alexandre Desplat
- 2004. BAFTA a la millor fotografia per Eduardo Serra
- 2004. BAFTA al millor disseny de producció per Ben van Os
- 2004. BAFTA al millor vestuari per Dien van Straalen
- 2004. BAFTA al millor maquillatge i perruqueria per Jenny Shircore
- 2005. Goya a la millor pel·lícula europea